# Wilhelm Ludwig Bauer (Jurist)
Wilhelm Ludwig Bauer (* 1753 in Stettin; † 9. Juni 1812 in Insterburg) war ein deutscher Jurist.

## Leben

### Familie
Wilhelm Ludwig Bauer war der Sohn aus der ersten Ehe von Adam Conrad Bauer, pommerscher Salzrentmeister, der ein Haus in Stettin besaß und als vermögend galt.
Er war mit Ernestine (geb. Terpitz) verheiratet, gemeinsam hatten sie einen Sohn.

### Ausbildung
Er immatrikulierte sich am 16. Oktober 1772 für ein dreijähriges Studium der Rechtswissenschaften an der Universität Frankfurt an der Oder.

### Werdegang
Nachdem er seine erste Prüfung am 6. November 1776 absolviert hatte, erhielt er eine Anstellung als Referendar bei der Stettiner Regierung und wurde später Kreisjustizrat in Angerburg. Nachdem er am 20. Mai 1789 zum Assistenzrat am Hofgericht in Bromberg befördert worden war, erhielt er am 6. April 1791 seine Ernennung zum Rat erster Klasse in Insterburg; in Angerburg folgte ihm Friedrich Wilhelm Heinrich Culemann.
Bis Ende 1806 war er beim Hofgericht in Insterburg in der Burg Insterburg tätig und übte als Pupillenrat ein Nebenamt aus, anschließend war er Mitglied des litauischen Oberlandesgerichts und wurde im Juni 1809 zum Oberlandesgerichtsrat ernannt.